# Gemerské Michalovce
Gemerské Michalovce este o comună slovacă, aflată în districtul Rimavská Sobota din regiunea Banská Bystrica, pe malul râului Kaloša⁠(d). Localitatea se află la altitudinea de 195 m deasupra n.m., se întinde pe o suprafață de 6,25 km2 și în 2017 număra 96 de locuitori. Se învecinează cu comuna Uzovská Panica.

## Istoric
Localitatea Gemerské Michalovce este atestată documentar din 1413.

## Demografie
| An:                | 1994 | 2004    | 2014    | 2024   |
| ------------------ | ---- | ------- | ------- | ------ |
| Număr de persoane: | 98   | 108     | 97      | 90     |
| Diferență:         |      | +10,20% | −10,18% | −7,21% |

| An:                | 2023 | 2024   |
| ------------------ | ---- | ------ |
| Număr de persoane: | 92   | 90     |
| Diferență:         |      | −2,17% |